# Зоненшайн, Лев Павлович
Лев Павлович Зоненшайн (1929—1992) — советский морской геолог, специалист в области общей и региональной геологии и глобальной тектоники. Член-корреспондент РАН (1991), лауреат Государственной премии РФ (1997).

## Биография
Родился 1 декабря 1929 года в Москве.
В 1952 году окончил Геологический факультет МГУ.
Работал заведующим лабораторией Института океанологии им. П. П. Ширшова
Изучал неотектонику морского дна, был лидером отечественного неомобилизма.
Автор более 200 научных трудов.
Скончался 4 ноября 1992 года в Москве. Похоронен на Донском кладбище.

## Членство в организациях
- 1991 — Член-корреспондент РАН, избран 7 декабря 1991 года по специальности география, океанология, по Секции наук о Земле.

## Награды и премии
- 1997 — Государственная премия Российской федерации (посмертно)